# 谈哲敏
谈哲敏（1965年1月—），男，江苏宜兴人，中国气象学家，南京大学大气科学学院教授，现任南京大学校长，2021年当选中国科学院院士。

## 简历
1982年就读于南京大学大气科学系，先后获得学士、硕士和博士学位。1989年留南京大学任教，历任南京大学大气科学系主任、校长助理等职务。
2009年2月，任南京大学副校长。2019年6月，任南京大学常务副校长（正局级）。2023年4月1日，升任南京大学校长（副部长级）。